# Амош, Имре
Имре Амош (венг. Ámos Imre; 7 декабря 1907, Надькалло — 1944, Ордруф, Германия) — венгерский художник еврейского происхождения.

## Биография
В начале 1930-х учился в школе изобразительных искусств. Его учителем был Дюла Руднаи. Женился на художнице Маргит Анне. В 1936 был избран членом «Нового общества художников». Летом жил и работал Сентендре. Посетил Париж в 1937, где встречался с Марком Шагалом.
В 1940 году, во время Второй мировой войны, был отправлен в трудовой лагерь в Воеводине, а в 1944 был выслан в концентрационный лагерь Ордруф в Тюрингии, где погиб в возрасте 37 лет (точная дата смерти неизвестна).
С середины 1930-х его творчество находилось под влиянием Шагала. В 1940-е написал серию картин об ужасах войны: «Тёмные времена», «Избегая», «Война».
В городе Сентендре создан Музей Имре Амоша и Маргит Анны, где выставлены некоторые их картины.